# Natal'ja Zabijako
Natal'ja Aleksandrovna Zabijako (in russo Наталья Александровна Забияко?; Tallinn, 15 agosto 1994) è una pattinatrice artistica su ghiaccio estone naturalizzata russa, medaglia d'argento nella gara a squadre alle Olimpiadi di Pyeongchang 2018 in coppia con Aleksandr Ėnbert.

## Biografia
Zabijako ha debuttato a livello internazionale pattinando in coppia con Sergei Muhhin al Grand Prix juniores in Bielorussia nel 2009, l'anno successivo i due si sono piazzati sedicesimi ai Mondiali di categoria.
A partire dalla stagione 2010-11 inizia a fare coppia con Sergej Kulbach con cui disputa i suoi primi campionati europei e mondiali a livello senior. Dopo due stagioni la coppia si divide e Zabijako forma un nuovo sodalizio con Aleksandr Zaboev. Riescono a guadagnarsi un posto alle Olimpiadi di Soči 2014 ma Zaboev, essendo russo, non riesce a ottenere in tempo la cittadinanza estone necessaria per la partecipazione ai Giochi olimpici. Nel marzo 2014 avviene una nuova separazione, con Zabijako che lamenta la difficoltà di lavorare insieme a Zaboev e il fatto che la federazione estone non fornisse il proprio supporto finanziario in modo equo.
Trasferitasi a Mosca, il 19 dicembre 2014 Zabijako ha ottenuto la cittadinanza russa. Dopo una breve parentesi con Jurij Larionov, dalla stagione 2015-16 si unisce con Aleksandr Ėnbert.
Zabijako ed Enbert vincono la medaglia di bronzo agli Europei di Mosca 2018 e il mese seguente si esibiscono nel programma libero della gara a squadre alle Olimpiadi di Pyeongchang 2018, contribuendo al secondo posto ottenuto dalla rappresentativa degli atleti russi, mentre giungono settimi nella gara a coppie olimpica. Successivamente mancano il podio ai Mondiali di Milano 2018, classificandosi quarti dietro i francesi Vanessa James e Morgan Ciprès.
Assenti agli Europei di Minsk 2019 per problemi medici, ai Mondiali di Saitama 2019 conquistano la loro prima medaglia in questa competizione terminando al terzo posto.

## Vita privata
Lesbica dichiarata, è compagna della tennista Dar'ja Kasatkina.

## Palmarès
GP: Grand Prix; CS: Challenger Series; JGP: Junior Grand Prix

### Con Enbert per la Russia
| Risultati                                             | Risultati      | Risultati      | Risultati      | Risultati      | Risultati      |
| Internazionali                                        | Internazionali | Internazionali | Internazionali | Internazionali | Internazionali |
| Evento                                                | 2015-16        | 2016-17        | 2017-18        | 2018-19        | 2019-20        |
| ----------------------------------------------------- | -------------- | -------------- | -------------- | -------------- | -------------- |
| Giochi olimpici invernali                             |                |                | 7º             |                |                |
| Campionati mondiali                                   |                | 12º            | 4º             | 3º             |                |
| Campionati europei                                    |                | 5º             | 3º             |                |                |
| GP Finale                                             |                | 4º             |                | 4º             |                |
| GP Cup of Russia                                      | 5º             | 2º             |                |                |                |
| GP della Finlandia                                    |                |                |                | 1º             |                |
| GP NHK Trophy                                         |                |                |                | 1º             |                |
| GP Skate America                                      |                |                | 4º             |                | R              |
| GP Skate Canada                                       |                |                | 4º             |                |                |
| GP Trophée Eric Bompard                               |                | 4º             |                |                | R              |
| CS Golden Spin                                        | 4º             |                | 1º             |                |                |
| CS Lombardia Trophy                                   |                |                | 1º             | 1º             |                |
| CS Mordovian Ornament                                 | 2º             |                |                |                |                |
| CS Nepela Trophy                                      |                | 3º             | 1º             |                |                |
| Nazionali                                             |                |                |                |                |                |
| Campionati russi                                      | 5º             | 3º             | 3º             | 2º             |                |
| Competizioni a squadre                                |                |                |                |                |                |
| Giochi olimpici                                       |                |                | 2º             |                |                |
| World Team Trophy                                     |                |                |                | 3º             |                |
| GP = Grand Prix; CS = Challenger Series; R = Ritirata |                |                |                |                |                |

### Con Larionov per la Russia
| Nazionali        | Nazionali |
| Evento           | 2014–15   |
| ---------------- | --------- |
| Campionati russi | 7°        |

### Con Zaboev per l'Estonia
| Internazionali        | Internazionali |
| Evento                | 2013–14        |
| --------------------- | -------------- |
| Campionati mondiali   | 19°            |
| Campionati europei    | 10°            |
| Golden Spin of Zagreb | 2°             |
| Nebelhorn Trophy      | 9é             |

### Con Kulbach per l'Estonia

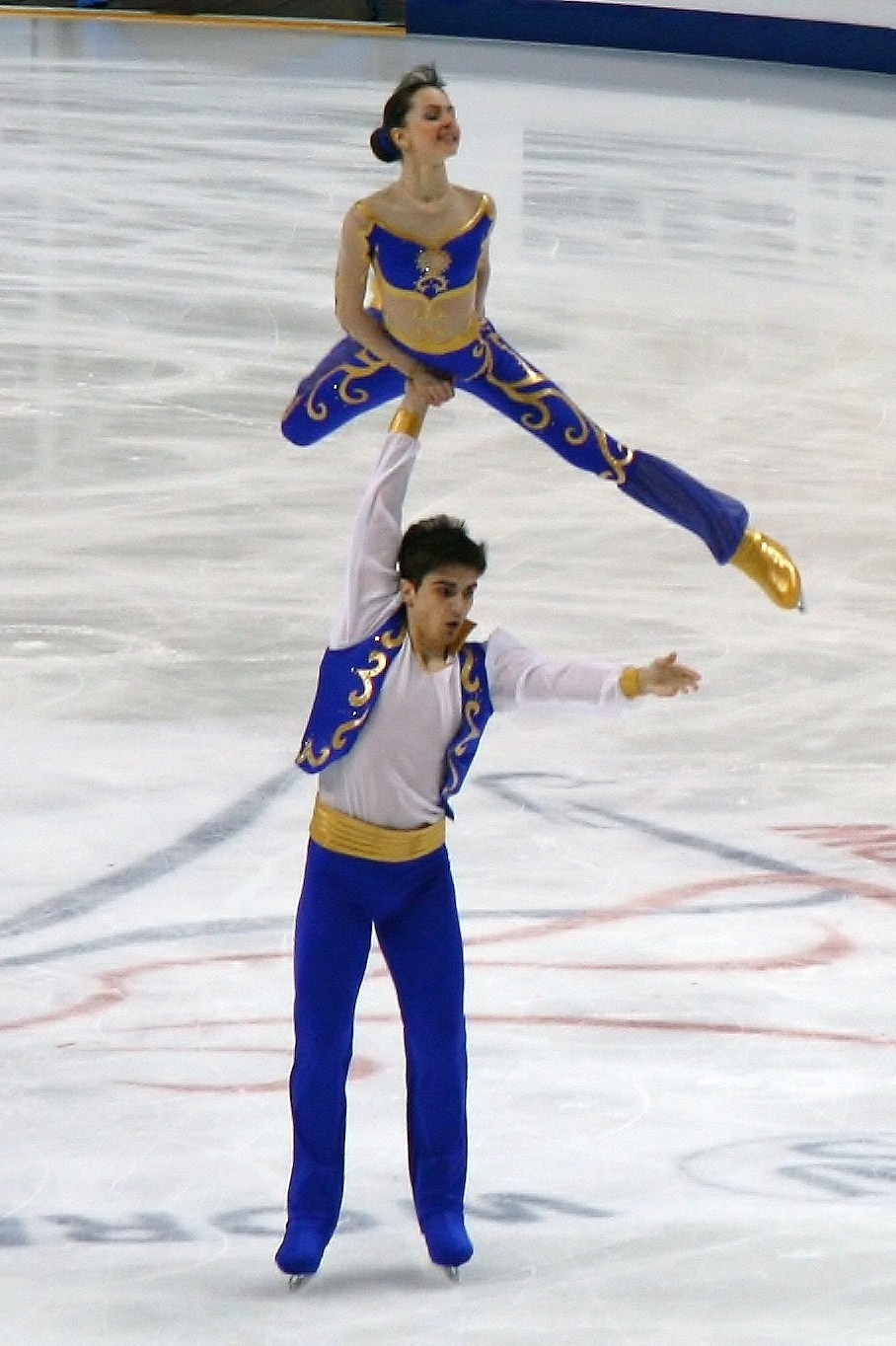
Zabiiako e Kulbach al Campionato del mondo nel 2011.

| Internazionali         | Internazionali | Internazionali |
| Evento                 | 2010–11        | 2011–12        |
| ---------------------- | -------------- | -------------- |
| Campionati mondiali    | 16°            |                |
| Campionati europei     | 13°            |                |
| NRW Trophy             | 5°             | 3°             |
| Internazionali: Junior |                |                |
| JGP Estonia            |                | 4°             |
| Nazionali              |                |                |
| Campionato estone      | 1°             |                |

### Con Muhhin per l'Estonia
| Internazionali      | Internazionali |
| Evento              | 2009–10        |
| ------------------- | -------------- |
| Campionati mondiali | 16°            |
| JGP Bielorussia     | 13°            |
| Nazionali           |                |
| Campionati estoni   | 1°             |